# Anders Nordin

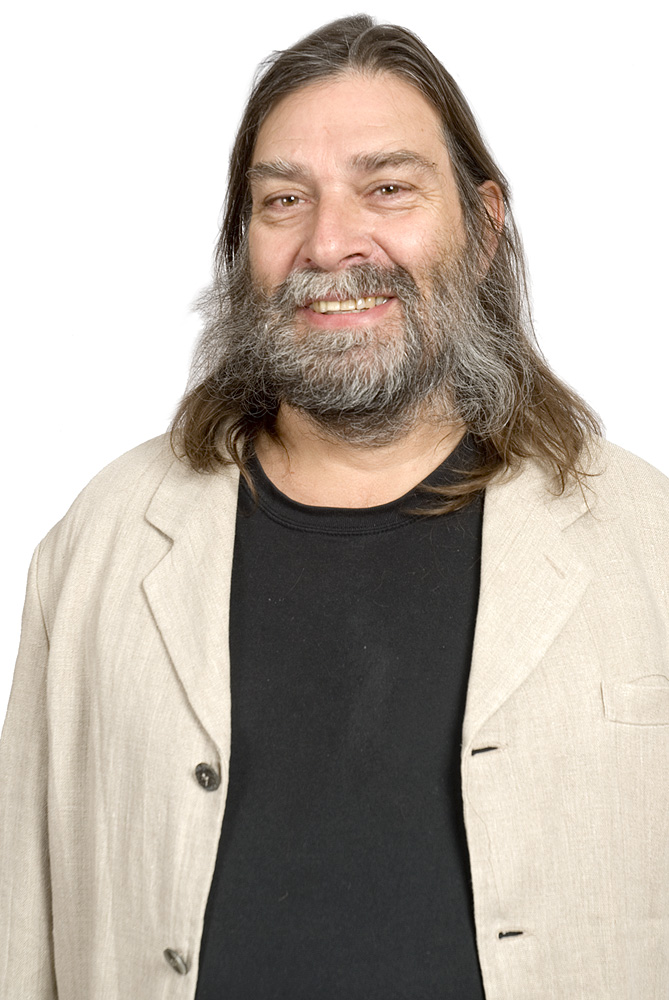
Anders Nordin

Anders Nordin (* 1949) ist ein schwedischer Politiker.

## Leben
Von 1988 bis 1990 war Nordin zusammen mit Fiona Björling einer der beiden Parteisprecher von Miljöpartiet de Gröna. In dieser Zeit gehörte er von 1989 bis 1990 dem schwedischen Reichstag an.
Nordin trat der Piratpartiet bei und kandidierte für sie bei der Reichstagswahl 2010.